# Gotham Bowl
Le Gotham Bowl était un match de football américain de niveau universitaire et d'après-saison régulière joué dans la ville de New York en 1961 et 1962. 
Le match avait été créé dans le but d'aider financièrement la March of Dimes Foundation (œuvre caritative créée par l'ancien Président Franklin D. Roosevelt en 1938 pour combattre la polio et qui par la suite se consacrera à améliorer le bien-être des femmes enceintes et des bébés).
Le match ne fut pas un succès financier. Les deux éditions jouées perdent de l'argent, la raison principale étant que peu de gens désiraient assister à un match par les températures toujours très froides à cette époque de l'année à New York. De plus comme il s'agissait d'évènement caritatifs, le fond financier sur lequel se basait l'organisation était nettement insuffisant.

## 1960
Pour ce qu'ils désiraient être le match inaugural, les organisateurs espéraient, en 1960, obtenir la participation de l'université de Syracuse mais l'invitation ne fut pas envoyée lorsque cette équipe annonça dès la fin de la saison régulière qu'elle ne participerait à aucun match d'après-saison.
La tentative d'organiser un match entre l'Army et l'Air Force échoua.
Les organisateurs invitèrent alors l'équipe des Beavers d'Oregon State qui accepta. Cependant, les équipes des Buffaloes du Colorado et des Crusaders de Holy Cross, censés rencontrer Oregon State, refusèrent à la suite des tergiversations des organisateurs. Oregon State se retrouvait sans adversaire et l'organisation du match fut reporté d'un an.

## 1961
Les organisateurs arrivent à trouver 2 équipes pour ce match de 1961 joué au Polo Grounds : les Bears de Baylor et les Aggies d'Utah State.
Les Bears gagnent sur le score de 24 à 9 en présence de 15,123 spectateurs.
À noter que le stade Polo Grounds n'accueillera plus par la suite qu'un seul bowl soit, en date du 29 septembre 1962, le match Army contre Syracuse qui se jouera devant 29,500 spectetaurs (résultat 9-2).

## 1962
Le match de 1962 se déroule au Yankee Stadium situé dans l'arrondissement du Bronx de l'État de New York. Il sera marqué par un manque d'organisation et aussi par beaucoup de malchance.
Les Hurricanes de Miami étaient invités mais aucun adversaire ne put être trouvé rapidement. Ce n'est que le 4 décembre 1962, juste 11 jours avant la date du match, que les Cornhuskers du Nebraska (ayant terminé la saison sur une fiche de 8 victoires pour 2 défaites) sont invités. Cependant la veille du match, le pilote de l'avion de Nebraska refusa de décoller de l'aéroport de Lincoln tant que les frais de l'équipe n'étaient pas payés par les organisateurs du bowl. L'équipe de Miami fit de même et réclama le paiement de ses frais soit la somme de 30 000 $.
En plus de ces problèmes, les organisateurs seront confrontés à une grève de l'ensemble des journaux de New York. Celle-ci débute le 8 décembre 1962 et ne se termine que le 31 mars 1963. Il n'y eut donc que très peu de publicité pour le match dans les médias locaux. Le match sera heureusement retransmis au niveau national par la chaine ABC.
Pour couronner le tout, le temps n'est pas de la partie. Joué par −10 °C (−10 °C), les organisateurs n'écoulent que 6,166 tickets (dont plus de 5,000 offerts). Il n'y avait probablement en réalité que quelques centaines d'inconditionnels présents dans les tribunes au coup d'envoi du match.
La rencontre en elle-même fut à suspense, Nebraska battant finalement Miami sur le score de 36 à 34. Néanmoins, le QB de Miami, George Mira, futur joueur professionnel NFL, sera désigné MVP du match, après avoir lancé pour 321 yards et 2 TD à la passe. Cela faisait 4 décennies que les Cornhuskers n'avaient plus effectué le déplacement vers Big Apple. Leur dernier voyage s'était effectué en 1920 pour un match au Polo Grounds (victoire 28 à 0 contre les Scarlet Knights de Rutgers). Ils n'ont depuis plus joué dans la ville de New York même s'ils ont participé au Kickoff Classic mais celui-ci se jouait en périphérie dans le Giants Stadium à East Rutherford dans le New Jersey.
La faible assistance au match de 1962 scelle le sort du Gotham Bowl, celui-ci n'étant plus organisé.

## Le Pinstripe Bowl
En 2010, un nouveau bowl est mis sur pied à New York sous le nom de Pinstripe Bowl. Il se joue à nouveau au Yankee Stadium et est donc considéré comme le successeur du Gotham Bowl.

## Les résultats
| Historique du Gotham Bowl |                                                                            |                                                                            |                                                                            |                                                                            |                                                                            |
| Dates                     | Vainqueurs                                                                 | Perdants                                                                   | Résultats                                                                  | Assistances                                                                | Lieux                                                                      |
| 1960                      | Les organisateurs ne parviennent pas à trouver d'adversaire à Oregon State | Les organisateurs ne parviennent pas à trouver d'adversaire à Oregon State | Les organisateurs ne parviennent pas à trouver d'adversaire à Oregon State | Les organisateurs ne parviennent pas à trouver d'adversaire à Oregon State | Les organisateurs ne parviennent pas à trouver d'adversaire à Oregon State |
| 9 décembre 1961           | Baylor                                                                     | Aggies d'Utah State                                                        | 24-9                                                                       | 29,500                                                                     | Polo Grounds, Upper Manhattan, New York                                    |
| 15 décembre 1962          | Nebraska                                                                   | Miami                                                                      | 36-34                                                                      | 6,166                                                                      | Yankee Stadium, The Bronx, New York                                        |